# Cupa Moldovei 2020-2021
La Cupa Moldovei 2020-2021 è stata la 30ª edizione della coppa nazionale moldava, iniziata l'8 agosto 2020 e terminata il 30 maggio 2021. Il Petrocub Hîncești era la squadra detentrice del trofeo. Lo Sfîntul Gheorghe ha conquistato il trofeo per la prima volta nella sua storia.

## Formula
Il torneo si è svolto con turni ad eliminazione diretta in gara unica. Nel turno preliminare si sono affrontate le squadre militanti in Divizia B con gli accoppiamenti stabiliti in base a criteri geografici. A partire dal primo turno sono entrate nella competizione club della Divizia A, mentre negli ottavi di finale è stata la volta dei club della massima serie.

## Turno preliminare
| Squadra 1         | Risultato       | Squadra 2          |
| ----------------- | --------------- | ------------------ |
| 8 agosto 2020     |                 |                    |
| Mănoilești        | 3 - 2           | Olimpia 1984 Bălți |
| Visoca            | 1 - 0           | Cruiz Plus         |
| Rîşcani           | 0 - 1           | Inter Soroca       |
| Codru Juniori     | 4 - 4 (5-6 dtr) | Pepeni             |
| Sokol Copceac     | 3 - 1           | Slobozia Mare      |
| Cimișlia          | 3 - 1           | Sinteza Căuşeni    |
| Academia Viitorul | 1 - 9           | ARF Ialoveni       |
| Văsieni           | 3 - 0           | Cricova            |
| Saksan            | + – -           | Congaz             |

## Primo turno
| Squadra 1      | Risultato   | Squadra 2          |
| -------------- | ----------- | ------------------ |
| 15 agosto 2020 |             |                    |
| Edineț         | 0 - 1       | Bălți              |
| Sîngerei       | 2 - 0       | Grănicerul Glodeni |
| FCM Ungheni    | 5 - 0       | Speranța Drochia   |
| Inter Soroca   | 2 - 3       | Fălești            |
| Pepeni         | 0 - 7       | Victoria Chișinău  |
| Sokol Copceac  | 2 - 1       | Olimp Comrat       |
| Cimișlia       | 1 - 5       | Spartanii Selemet  |
| ARF Ialoveni   | 2 - 0       | Real Succes        |
| Văsieni        | 0 - 5       | Cahul              |
| Saksan         | 3 - 4 (dts) | Sucleia            |
| Bogzești       | 1 - 2 (dts) | Sporting Trestieni |
| Maiak Chirsova | 1 - 2       | Tighina            |
| 16 agosto 2020 |             |                    |
| Mănoilești     | 1 - 4       | Sireți             |
| Visoca         | 1 - 3       | Iskra Rîbnița      |

## Secondo turno
| Squadra 1          | Risultato | Squadra 2         |
| ------------------ | --------- | ----------------- |
| 28 agosto 2020     |           |                   |
| Bălți              | 0 - 2     | Florești          |
| Iskra Rîbnița      | 4 - 0     | Sireți            |
| Tighina            | 0 - 4     | Dacia Buiucani    |
| 29 agosto 2020     |           |                   |
| FCM Ungheni        | 3 - 2     | Sîngerei          |
| Fălești            | 1 - 5     | Victoria Chișinău |
| ARF Ialoveni       | 0 - 5     | Cahul             |
| Sokol Copceac      | 2 - 0     | Spartanii Selemet |
| Sporting Trestieni | 3 - 1     | Sucleia           |

## Ottavi di finale
| Squadra 1          | Risultato   | Squadra 2         |
| ------------------ | ----------- | ----------------- |
| 27 ottobre 2020    |             |                   |
| Milsami Orhei      | 7 - 1       | Victoria Chișinău |
| Codru Lozova       | 1 - 0       | Cahul             |
| 28 ottobre 2020    |             |                   |
| Zimbru Chișinău    | 0 - 1       | Florești          |
| Petrocub Hîncești  | 4 - 1       | FCM Ungheni       |
| Sheriff Tiraspol   | 2 - 1       | Iskra Rîbnița     |
| Dinamo-Auto        | 13 - 0      | Sokol Copceac     |
| Sporting Trestieni | 0 - 4       | Sfîntul Gheorghe  |
| Speranța Nisporeni | 2 - 1 (dts) | Dacia Buiucani    |

## Quarti di finale
| Squadra 1        | Risultato   | Squadra 2          |
| ---------------- | ----------- | ------------------ |
| 19 aprile 2021   |             |                    |
| Dinamo-Auto      | 2 - 1 (dts) | Codru Lozova       |
| Florești         | 1 - 2 (dts) | Petrocub Hîncești  |
| 20 aprile 2021   |             |                    |
| Sfîntul Gheorghe | 5 - 1 (dts) | Speranța Nisporeni |
| Sheriff Tiraspol | 4 - 1       | Milsami Orhei      |

## Semifinali
| Squadra 1        | Risultato   | Squadra 2         |
| ---------------- | ----------- | ----------------- |
| 4 maggio 2021    |             |                   |
| Dinamo-Auto      | 1 - 2 (dts) | Sfîntul Gheorghe  |
| Sheriff Tiraspol | 3 - 1       | Petrocub Hîncești |

## Finale
| Arbitro: | Gabriel Tupicica |

|                                         |                      |                              |
| Castañeda Traoré Thill Kolovos Belousov | Tiri di rigore 2 – 3 | Slivca Taras Crăciun Suvorov |